# 2020年印度旁遮普邦假酒事件
2020年印度旁遮普邦假酒事件發生於2020年7月下旬至2020年8月上旬，印度旁遮普邦至少有98人死于有毒的假酒。仅在塔爾恩塔蘭地区就有63人死亡，其次是阿姆利则，有12人死亡，古尔达斯普尔有11人死亡。警方在三个受影响的地区即阿姆利则农村、古尔达斯普尔和塔爾恩塔蘭进行了100多次搜捕，没收了假酒，至少有25人遭到逮捕。此外還有7名税务官员和6名警官被停职。旁遮普邦政府为每名死者所在的家庭支付20万卢比撫恤金。